# Gaietà Barraquer i Roviralta
Gaietà Barraquer i Roviralta (Barcelona, 5 de desembre de 1839 - 31 de desembre de 1922), fou un canonge i historiador català. Es va dedicar a la investigació de la història dels ordes religiosos a Catalunya. Les seves obres encara es consideren vitals per a l'estudi de la matèria. Germà de l'oftalmòleg Josep Antoni Barraquer i Roviralta i del neuròleg Lluís Barraquer i Roviralta. Fou oncle del cardenal Francesc d'Assís Vidal i Barraquer.

## Biografia
Fill d'una família conservadora originària de Sant Feliu de Guíxols. Ja de petit vivia en un context antiliberal, ja que assistia a les tertúlies del seu pare en què hi participaven alguns exclaustrats. Més endavant va establir una relació d'amistat amb l'historiador del carlisme Ferran de Segarra i de Siscar.
Treballà de professor d'història eclesiàstica i patrologia al Seminari Conciliar de Barcelona, des del qual va col·laborar a crear un museu arqueològic el 1879. Fou membre de la comissió de vigilància contra el modernisme. Col·laborava a la revista Ciencia Cristiana. Des del 1903 era canonge de la Catedral de Barcelona.

### Condemna del liberalisme
El 1880 Gaietà Barraquer va començar a estudiar la crema de convents de 1835 amb una clara intenció apologètica. De llurs investigacions en va escriure dos llibres cabdals de la historiografia eclesiàstica catalana i espanyola, que fou una de les respostes més detallades a la historiografia oficial, que era liberal. A Las casas de religiosos en Cataluña... va enumerar els diversos convents i en descrigué el patrimoni cultural i arquitectònic per ressaltar-ne la importància. A Los religiosos... va fer servir la crema d'esglésies, les exclaustracions o les desamortitzacions per demostrar que el liberalisme era intrínsicament antireligiós, arribant a titllar-lo d'"encarnació del mal" i contraposant-lo als frares assassinats, encarnació del "bé". Va arribar a argumentar que el liberalisme era la darrera forma que havia pres en aquell moment una hipotètica conspiració maçònica universal, que segons ell al llarg de la història s'hauria manifestat en diverses formes: tropes napoleòniques durant la Guerra del Francès, la Revolució Francesa del 1789, el jansenisme el segle xviii, el regalisme, i finalment la Reforma Protestant del segle xvi com a origen de tots els mals. De fet denunciava que les societats secretes maçòniques manipulaven les masses ignorants a través de la premsa.
Cal destacar que el seu mètode de recerca es basava destacadament en les fonts orals, ja que era una manera d'evitar les nombroses fonts escrites, que eren majoritàriament escrites per liberals. Així, va entrevistar-se amb frares exclaustrats i amb liberals que havien viscut la crema de convents barcelonina. També va recórrer notablement a la fotografia i al dibuix, per tal d'il·lustrar la seva obra, especialment en el camp de l'art.

### Influències
La hipòtesi històrica de Barraquer ja havia estat prèviament exposada pel jesuïta francès Augustin Barruel molts anys abans, al qual de fet citava sovint. També l'havien narrat intel·lectuals espanyols com "El Filósofo rancio" Francisco Albarado, i l'erudit Menéndez Pelayo.
Abans que ell, Francesc Muns i Castellet ja havia repassat la cronologia dels ordes religiosos, el martirologi d'eclesiàstics i les ruïnes d'edificis al llibre Los mártires del siglo XIX l'any 1888.

## Obres
- Las casas de religiosos en Cataluña durante el primer tercio del siglo XIX.  F.J. Altés y Alabart, 1906.
- Los religiosos en Cataluña durante la primera mitad del siglo XIX.  F.J. Altés y Alabart, 1915-1917.
- «Pro illibata Honorii I Pontificis ortodhoxia vindicanda». Boletín Oficial del Obispado de Barcelona [Barcelona], 26, 1883, pàg. 306-323.